# Lajasvenator
Lajasvenator („lovec z Lajas“) byl rod menšího až středně velkého dravého dinosaura z čeledi Carcharodontosauridae, který žil na území dnešní Argentiny (provincie Neuquén) v období rané spodní křídy (geologický stupeň valangin, asi před 140 až 133 miliony let).

## Význam a popis
Typový druh Lajasvenator ascheriae byl formálně popsán čtveřicí paleontologů (včetně Rodolfa Corii a Philipa J. Currieho) v listopadu roku 2019. Nový taxon je založen na objevu dvou fosilních exemplářů (MLL-PV-Pv-005 a MLL-PV-Pv-007), objevených v sedimentech souvrství Mulichinco na území argentinské Patagonie. Délka holotypu činila jen asi 3 metry, jednalo by se tedy o poměrně malého teropoda.
Jedná se o nejstaršího známého křídového karcharodontosaurida a prvního zástupce této čeledi, známého ze spodnokřídových usazenin na území Jižní Ameriky. Fosilie tohoto teropoda byly objeveny v asociaci s fosiliemi dikreosauridního sauropoda druhu Pilmatueia faundezi a fosiliemi dalších sauropodů a dosud nepopsaných iguanodontních ornitopodů.